# Lago Sariqamish
El lago Sariqamish (en turkmeno Sarygamyş köli, en uzbeko Sariqamish ko‘li y en ruso: Сарыкамышское озеро, Sarykamyshskoe ozero) es un lago endorreico de escasa profundidad situado en Asia Central, al norte de Turkmenistán. La mayor parte de su superficie pertenece políticamente a Turkmenistán, mientras que su cuarta parte septentrional pertenece a Uzbekistán. 
Se encuentra localizado geográficamente en la depresión del Turán, a medio camino entre el golfo de Kara Bogaz Gol del mar Caspio y las orillas del mar de Aral. Cubre una extensión de unos 5.000 km², con una longitud de 120 km de norte a sur, y una anchura de 90 km de este a oeste. Su profundidad máxima es de 30 m, su capacidad es de unos 12 km³, y el nivel medio de sus aguas se encuentra a 8 m bajo el nivel del mar.
Aunque la fotografía muestra el lago relleno de agua en el momento en que fue tomada, algunos mapas suelen reflejarlo como una simple cuenca seca; debido a la aridez de la región circundante, el lago sufre importantes oscilaciones en su nivel a lo largo del tiempo debido al alto índice de evaporación que experimenta. 